# Unicornio alado
Un unicornio alado, a veces llamado pegacornio o alicornio, es un caballo fantástico con un solo cuerno y un par de alas. Aunque este tipo de representación está catalogada en arte y heráldica, y el poeta irlandés W. B. Yeats imaginó un unicornio con alas en su obra de 1907 El unicornio de las estrellas; estas criaturas son, verosímilmente, una invención reciente del género fantástico y la corriente de la Nueva Era, popularizada en los años 1980. No obstante la mención literaria más antigua de este ser la encontramos en manos de Plinio, que nos habla de los pegasos de la India, a quienes describe como una raza exótica de caballos, híbridos entre Pegaso y un unicornio.
Combinación del unicornio y de Pegaso, símbolos de pureza, poesía, fantasía y magia, los unicornios alados son mencionados en dibujos; o incluso en visiones, incluidas las de tipo channeling.Los unicornios alados aparecen en películas y series de animación, en especial los dirigidos a niñas pequeñas, como She-Ra: La Princesa del Poder, Unico, Kleo the Misfit Unicorn, o incluso My Little Pony. Se encuentran también en la ficción especulativa y en forma de juguetes. En estos universos, parecen muy a menudo «supercaballos», símbolos de poder.

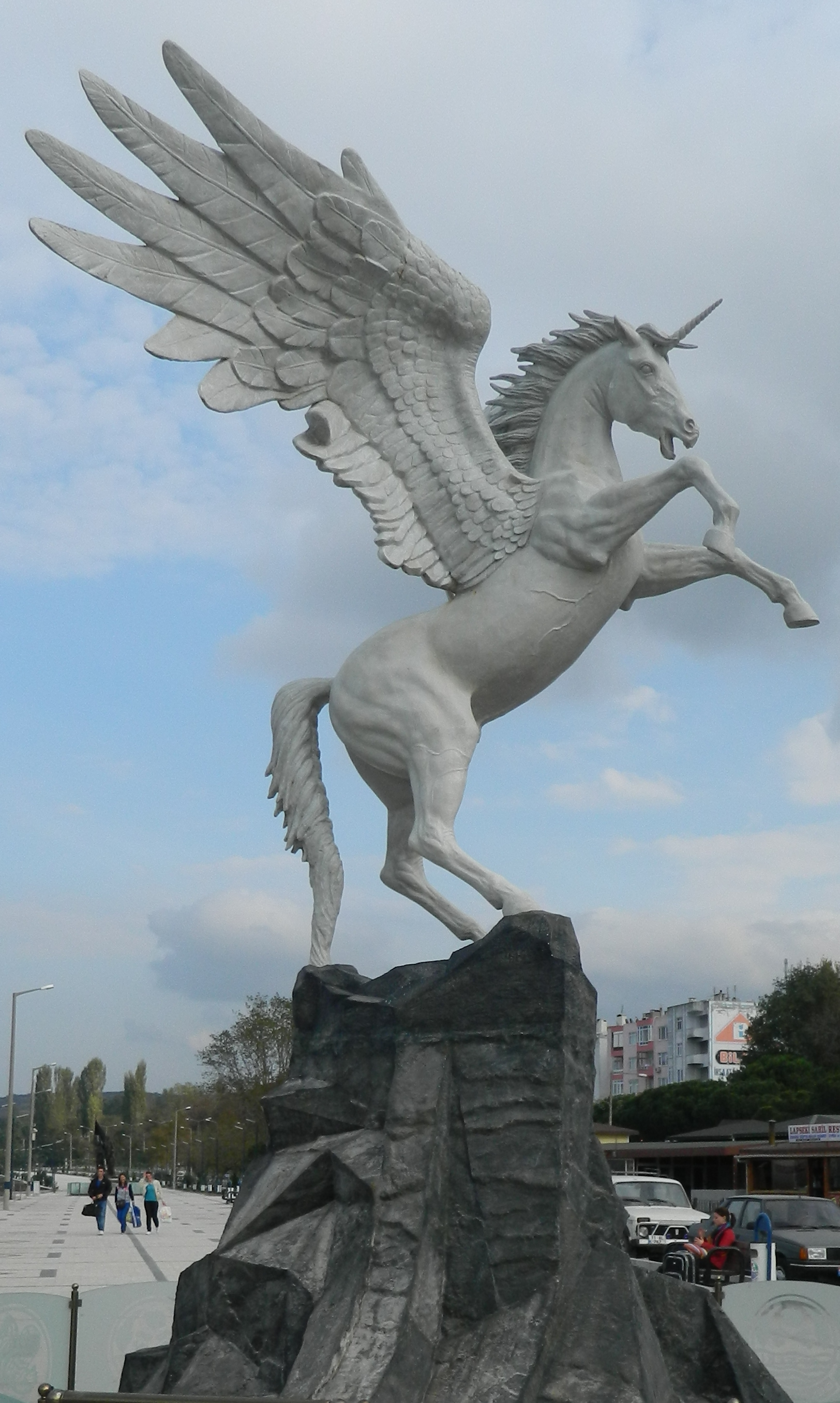
Escultura que representa un caballo con un cuerno y alas, en Turquía.

Al carecer de nombre específico, a los unicornios alados se les da a menudo nombres compuestos a partir de las palabras «unicornio» y «Pegaso». En algunas producciones culturales reciben el nombre de «alicornios» (en inglés, alicorn), procede del nombre histórico del cuerno de unicornio en la lengua inglesa. En español se encuentran también las palabras pegacornio, oricuerno, y unigaso, asociadas a tradiciones españolas propias.

## Origen y simbología
Según la tesis de Bruno Faidutti, el unicornio alado tal y como se imagina y simboliza en nuestros días es una mera creación moderna del género fantástico y la corriente Nueva Era. Por lo tanto, no existe ninguna representación voluntaria en la iconografía tradicional. Del mismo modo, la obra humorística Raising Unicorns hizo aumentar la difusión del Pegacornio en los años 1980.
Los unicornios alados reúnen la simbología de dos criaturas legendarias, el unicornio y Pegaso, asociados a la pureza y la inspiración poética. Se mencionan en dibujos, sueños y visiones de diferentes personas. Según un estudio sobre la esquizofrenia publicado en 1992, un paciente se había visto a sí mismo con «la parte superior del cuerpo de un caballero y la parte inferior de un unicornio alado». El estudio de los dibujos de una niña autista de seis años (2010) revela un predominio de los unicornios alados, lo que le permitía «crearse compañeros con los que apropiarse del mundo».
En una obra de la corriente Nueva Era sobre el channeling de (2014), se describe a los unicornios como habitantes de un reino angelical con una frecuencia vibratoria diferente, lo que los hace invisibles. Los unicornios alados son los más poderosos, criaturas espirituales de «luz y amor» capaces de volar en todas las direcciones. Su misión sería volver a traer el Paraíso a la tierra.

## Representaciones artísticas

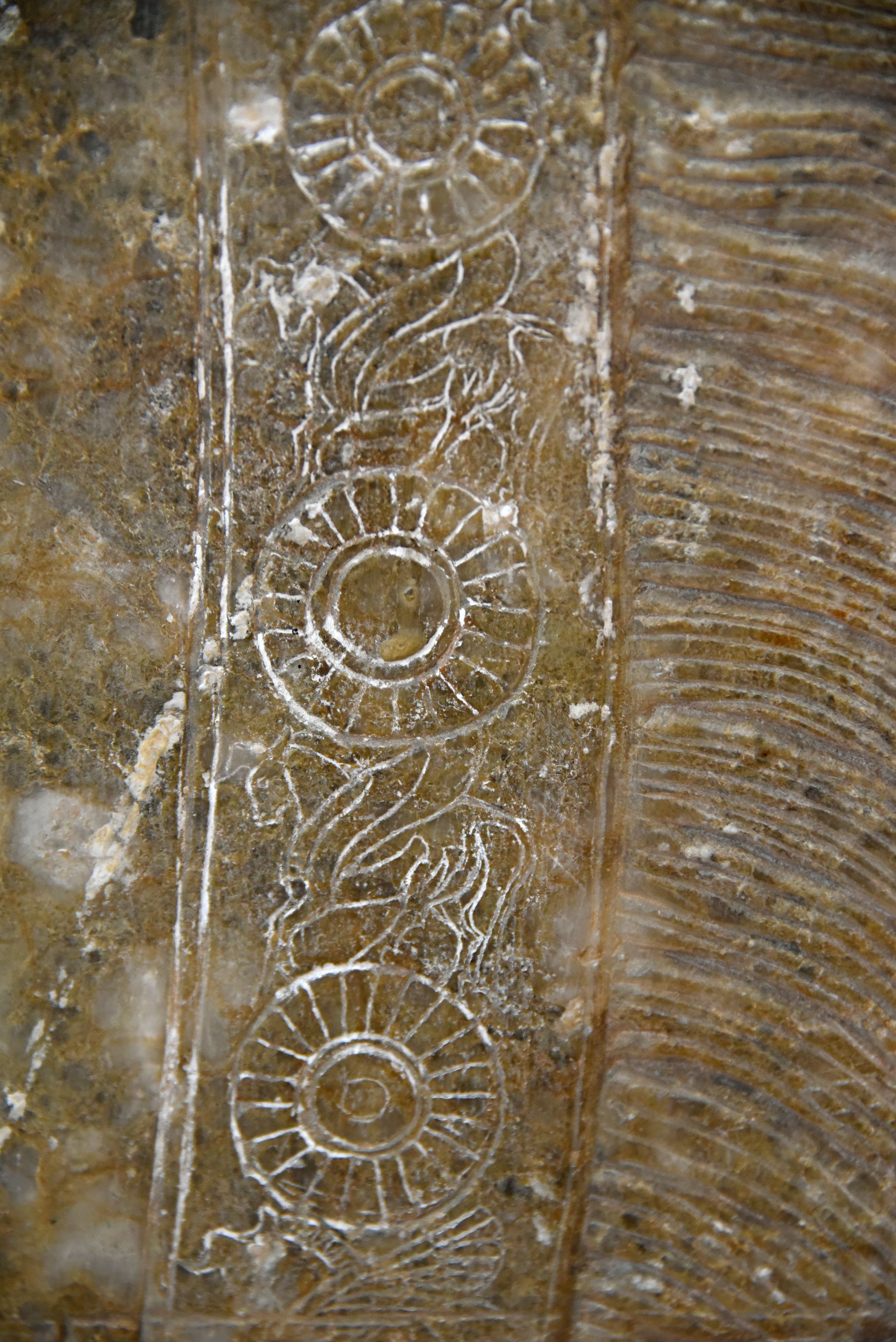
Detalle de criaturas cuadrúpedas con alas y cuerno, Nimrud, Irak, 883-859 a. C.

Algunos investigadores (y esoteristas) emplean el término «unicornio alado» para describir algunas representaciones artísticas antiguas, sobre todo en el arte iraní, chino y del Oriente Próximo musulmán.
Los sellos de los aqueménidas sirios contienen representaciones similares a unicornios (con cuerpo de gacela) y toros alados, en calidad de encarnaciones del mal. El castillo de Sant'Angelo cuenta con un fresco en el que figura un posible unicornio alado, tal vez con la intención de representar a Pegaso. En la segunda mitad del siglo XV, figura uno, asimismo, en una medalla de Sperandio. Victor Segalen descubrió representaciones de qilins, que describe como unicornios alados, en el estatuario chino antiguo:

Le lendemain le soleil parut [...], jouant sur les facettes cristallines des plus belles ailes ouvragées dans la pierre que toute la dynastie des T’ang ait taillées ; ce cheval ailé, cette licorne, la voici dans ses plus beaux aspects, émergeant désormais jusqu’aux genoux. La tête, le chanfrein cannelé, l’œil rond bien modelé, la crinière simplement tressée n’ont rien perdu à se raccorder, même par une encolure formidable, à la croupe, — peu ensellée — aux épaules bien musclées de faisceaux verticaux.
(Al día siguiente, el sol apareció [...], jugando en las facetas cristalinas de las más bellas alas trabajadas en piedra que jamás haya tallado la dinastía Tang; este caballo alado, este unicornio, aparece quí en sus más hermosos aspectos, ahora hasta las rodillas. La cabeza, el chaflán estriado, el ojo redondo bien modelado, la crin trenzada de manera simple, no pierden nada al unirse, mediante un cuello formidable, a la grupa —poco ensillada—, a los hombros bien musculados por haces verticales.)
— Victor Segalen, Chine. La grande statuaire (China, la gran estatuaria)

Pero también precisa las dificultades que se dan para la traducción de ki-lin, en chino, como licorne (unicornio), en francés. La esoterista Francesca Yvonne Caroutch describe también estas estatuas como «unicornios alados». Del mismo modo, menciona un tapiz titulado La Prudencia o Sabiduría, que representa un unicornio occidental con alas como parte del séquito de las virtudes cardinales.
En las representaciones modernas, el término de «unicornio alado» puede emplearse claramente para designar a la criatura de, por ejemplo, las ilustraciones de Helen M. Stevens.

## Literatura
El poeta irlandés W. B. Yeats imagina un animal alado que asocia a la risa y la destrucción extática. Este animal adopta la forma de un unicornio alado en su obra de 1907, El Unicornio de las estrellas, y más tarde la de la «rough beast slouching towards Bethlehem» (áspera bestia que se inclina hacia Belén) en su poema El segundo advenimiento. Georges-Olivier Châteaureynaud menciona una filigrana en forma de unicornio alado en su novela Au fond du paradis. En Francia, la editorial La licorne ailée edita la obra de François Brousse, y cuenta con más de 600 congresos.

## Héraldica
El unicornio alado figura en el emblema de dos unidades americanas creadas durante la Segunda Guerra Mundial. La insignia que llevaba en el hombro la 13.ª división aerotransportada, aprobada el 2 de junio de 1943, representa a un unicornio alado naranja dorado sobre un fondo azul ultramar. Las alas del animal hacen una referencia explícita al transporte por vía aérea de los miembros de la división. Por su parte, el emblema del 817º escuadrón expedicionario de transporte aéreo (817th Expeditionary Airlift Squadron) es un unicornio alado blanco que simboliza la potencia y la velocidad, y representa «a la unidad en el acto de cumplir su misión».

## Cultura popular
Un unicornio alado del estilo de los que se imaginan a menudo en la cultura popular.
En las producciones culturales populares recientes, las alas y los cuernos son, de alguna manera, «señales de poder» que designan a un «supercaballo» dotado de capacidades mágicas y de la capacidad de volar. Los unicornios alados aparecen a menudo en Unico, She-Ra, la Princesa del Poder, La princesa Starla y My Little Pony.

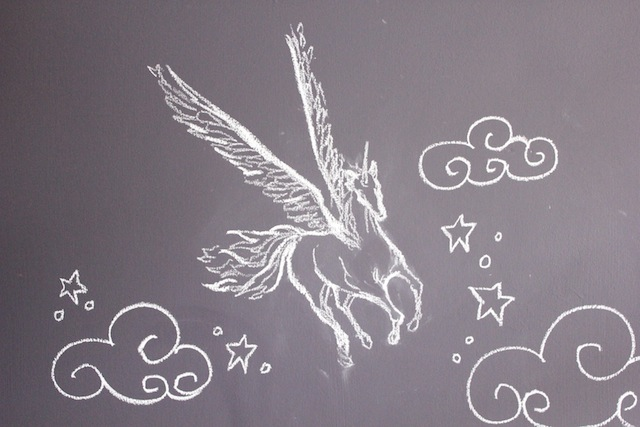
Un unicornio alado dibujado con tiza en un pizarrón, tal y como se representa a menudo en la imaginación popular.

Wonder Woman tiene como montura el unicornio alado Nightshine en los cómics y juguetes de Wonder Woman and the Star Riders, claramente inspirados en los de She-Ra. En los cómics de Amatista, Princesa de Gemworld, editados por DC Comics, el unicornio alado Max, montura de la princesa, aparece en la portada del número 6, de octubre de 1983. En la adaptación animada de 2013, este unicornio alado recibe el nombre de Quartz (Cuarzo).
En otras producciones aparece un episodio o temporada en particular en la que aparece una criatura similar. El objetivo de Polluticorn, un monstruo de Mighty Morphin Power Rangers, es destruir el planeta a través de la contaminación. Ataca creando ráfagas de viento con sus alas y con rayos procedentes de su cuerno. Los Powers Rangers consiguen vencerlo cortándole el cuerno. Pegaso (también llamado Helios), el novio de Chibiusa Tsukino en la cuarta temporada del Sailor Moon, puede adoptar la apariencia de un caballo alado con un cuerno y crines azules. Aparece en marzo de 1995, en la temporada Sailor Moon Super S, así como en el manga.
En 1996, la serie Kleo the Misfit Unicorn pone en escena un unicornio alado. En la serie animada Dragon Tales, la unicornio alada Eunice aparece en un episodio, en el que está buscando sus gafas. Unimon es un digimon con apariencia de unicornio alado con una máscara roja, que aparece en la serie homónima en 1999 y en las versiones en papel derivadas. Ataca a los Niños Elegidos porque está poseído por una rueda negra. En el cartel de Winx Club 3D: La aventura mágica, estrenada en 2010 en Italia, aparece un unicornio alado.

## Spirit/Swift Wind
Spirit, el caballo de She-Ra y las princesas del poder, se transforma en Swift Wind, un unicornio alado capaz de hablar, bajo la acción de la espada de su amazona, Adora. Entonces, pueden comunicarse entre sí por telepatía.
Swift Wind (en España, Vientoveloz) aparece desde el primer episodio de la serie, emitido el 9 de septiembre de 1985 en Estados Unidos. Más tarde, la serie revela que su esposa, Star Wind, y todos los habitantes de la Isla de los Unicornios, incluido su potro, son también unicornios alados. Swift Wind aparece, a partir de abril de 1986, en la historieta americana publicada a partir la serie, Princess of Power magazine. También existen productos derivados. En la serie, Swift Wind es blanco, con las crin y los cascos anaranjados, mientras que la primera figura era rosa con accesorios dorados, y una crin rosa que se podía peinar. Existen otras ediciones de figuras que representan a Swift Wind.
La transformación de Swift Wind comporta una simbología fálica junto a las niñas a quienes está orientada esta serie animada, porque (además de alas) al caballo le brota un cuerno en la frente cuando She- Ra lanza su encantamiento con la espada. Como muchos otros elementos de esta serie, el unicornio alado bebe de fuentes del folclore popular y la mitología.

## My Little Pony
Desde 2010, los unicornios alados se asocian en especial al universo de My Little Pony, de la empresa estadounidense Hasbro, y sus productos derivados, sobre todo la serie de televisión. Todas las princesas de Equestria son, de hecho, unicornios alados, y algunos episodios están centrados en ellos. En tanto ponis de la realeza, los unicornios alados velan por el funcionamiento correcto del mundo, en especial por la alternancia del día y de la noche. Por lo tanto, la princesa Celestia tiene un papel similar al de otros caballos blancos de los mitos y las leyendas.
Los unicornios alados no tienen una denominación específica en la primera temporada; por lo que las hermanas Celestia y Luna son llamadas, simplemente, «unicornios», a pesar del hecho de que tienen alas. Más tarde, se las llama alicorn en la versión original, traducido al español como «unicornios alados» o «alicornios».
Por lo general, se supone que las princesas no nacen siendo unicornios (excepto la hija de Shining Armor y Cadence). No obstante, una yegua puede convertirse en alicornio bajo determinadas circunstancias; por norma general, al realizar una proeza. De esta manera, Twilight se convierte en uno al realizar un sortilegio poderoso.

### Sunstar
En septiembre de 1995, Sunstar, el unicornio alado que hace las veces de montura de la princesa Starla en la serie homónima, llega, a su vez, a la televisión (en streaming). Rechazada por los demás unicornios al principio por ser la única que tiene alas, Sunstar empieza a relacionarse con la princesa Starla. Ella la ayuda a desarrollar su potencial y descubrir su belleza interior, tomar las decisiones adecuadas y mantener la esperanza.

### Unico
En Unico, el manga de Osamu Tezuka, publicado en su versión original entre marzo de 1976 y noviembre de 1979, el pequeño unicornio homónimo se convierte en un gran unicornio, y puede adquirir alas, si ama a una persona y es correspondido. Unico adopta este aspecto para acudir en ayuda de sus amigos. En un capítulo, cambia de tamaño para salvar a la princesa Roselia y a su padre de una muchedumbre furiosa. En otro, hace lo mismo para llevar a la pequeña Chiko, enferma a causa de la contaminación, más allá de las nubes. También utiliza estos poderes en las películas desarrolladas a partir del manga, sobre todo en  Las fantásticas aventuras de Único (también llamada Unico, el pequeño unicornio), de 1981.

### Whisper
En 1983 se publica en Estados Unidos un álbum de pegatinas para niños en el que aparece un unicornio alado con la crin multicolor. En Antioch Publishing Company se publicarán otros nueve libros, hasta 1988.
| Título | Autor             | Ilustrador              | Publicación en Antioch Publishing Company | Número total de páginas | ISBN                |
| --- | ----------------- | ----------------------- | ----------------------------------------- | ----------------------- | ------------------- |
| Whisper, the Winged Unicorn (Whisper, el unicornio alado)                                                                     | Karen Stiles      | Katherine Wilson-Heaney | 1983                                      | 24                      | ISBN 978-0899542201 |
| Whisper the Winged Unicorn in Whisper's Mysterious Adventure (Whisper, el unicornio alado: La misteriosa aventura de Whisper) | Jeff Simons       | Katherine Wilson-Heaney | 1984                                      | 24                      | ISBN 978-0899542805 |
| Whisper, the Winged Unicorn : Rescue from Rainbow Forest (Whisper, el unicornio alado: Rescate en el Bosque Arcoíris)         | Christopher Brown | Katherine Wilson-Heaney | 1985                                      | 24                      | ISBN 978-0899543666 |
| Whisper the Winged Unicorn in Flying Is Fun (Whisper, el unicornio alado: Volar es divertido)                                 | Christopher Brown | Katherine Wilson-Heaney | 1985                                      | 22                      | ISBN 978-0899543277 |
| Whisper the Winged Unicorn in the Secreto of Dark Hollow (Whisper, el unicornio alado: el secreto de Dark Hollow)             | Christopher Brown | Katherine Wilson-Heaney | 1985                                      | 24                      | ISBN 978-0899542898 |
| Whisper the Winged Unicorn in Whisper's Magic Mirror (Whisper, el unicornio alado: El espejo mágico de Whisper)               | Jill Wolf         | Katherine Wilson-Heaney | 1986                                      | 24                      | ISBN 978-0899545844 |
| Whisper the Winged Unicorn in Cry of the Wolf (Whisper, el unicornio alado: El grito del lobo)                                | Peter Mandel      | Katherine Wilson-Heaney | 1986                                      | 24                      | ISBN 978-0899546735 |
| Whisper the Winged Unicorn: Journey to Julie's Heart (Whisper, el unicornio alado: Viaje al corazón de Julie)                 | Christopher Brown | Katherine Wilson-Heaney | 1986                                      | 63                      | ISBN 978-0899545448 |
| Whisper's Golden Friend (El amigo dorado de Whisper)                                                                          | Jill Wolf         | Katherine Wilson-Heaney | 1986                                      | 24                      | ISBN 978-0899544267 |
| Whisper the Winged Unicorn in Trap of the hunter (Whisper, el unicornio: La trampa del cazador)                               | Jill Wolf         | Katherine Wilson-Heaney | 1988                                      | 24                      | ISBN 978-0899547732 |

### Literatura fantástica
En la novela de ciencia ficción Un planeta a la deriva, escrita por Madeleine L'Engle y publicada en 1978, aparece Gaudior, el unicornio venido del cielo. Este le explica al protagonista, Charles Wallace, que debe viajar a través del tiempo para impedir una guerra nuclear. Imraith-Nimphais es el unicornio alado rojo de la saga fantástica El tapiz de Fionavar (1984-1986), de Guy Gavriel Kay. Entregado a Dana para ir a la guerra contra Maugrim, es claramente maléfico, al que se recurre a menudo para cometer asesinatos. Con frecuencia, tiene el cuerno empapado en sangre.
Piers Anthony emplea la palabra «alicornio» para designar a los unicornios alados en varias de sus novelas del ciclo de Xanth, sobre todo en Cojinete de un reloj de arena (1984), donde constituyen la encarnación de la inocencia y la lealtad. En Dream a Little Dream: A Tale of Myth and Moonshine (1998), presenta a Esprit y Heat. Heat es descrito como un «uniso» (unisus), el mejor amigo de Mich, que procede de una manada de unisi venida del cielo, de más allá de las nubes. Piers describe a los alicornios como unicornios alados que viven en conchas, y que las cierran cuando otra criatura se les acerca para mantener su intimidad, de ahí que nadie los haya visto nunca.
También se menciona a los «Pegacornios» en la literatura fantástica americana. Babette Cole, autora inglesa de pony books residente en el condado de Dorset, ha imaginado una serie de libros en torno a ponis mágicos, cuya princesa es un unicornio alado. Del mismo modo, en la saga Le club des chevaux magiques, de Loïc Léon, la reina de los magyss, caballos mágicos bondadosos, es una unicornio alado llamada Epona.

## Juegos y juguetes
La serie de videojuegos Fire Emblem presenta, a partir de marzo de 1992, en Fire Emblem Gaiden, a los «Falcon Knights» o Falcoknights, unidades que montan unicornios alados con armaduras. En el suplemento de la revista Dragon dedicado a los unicornios, publicado en 1993, Dragones y Mazmorras presenta a unos unicornios alados llamados «unisos». En el juego de cartas coleccionablesYu-Gi-Oh!, lanzado en 1996, aparece un caballo alado con un cuerno: Bestia de Cristal Pegaso Zafiro.
El carrusel de Andrea, creado en 1999 en Toulousse por François Delarozière, cuenta con un caballo alado con un cuerno, descrito por sus diseñadores como un «caballo alado» y, en la prensa, bien como un caballo alado o como un unicornio.

## Música y demás
El disco del grupo Rhapsody of Fire del año 2000, Dawn of Victory, contiene una canción titulada The Last Winged Unicorn.
En el disco de 2007 del grupo Tri Yann, Abysses, el narrador y un unicornio relatan, en la canción éponima, el naufragio en 1940 del Lancastria.

## Anexos
Otros proyectos de Wikimedia:
- Wikimedia Commons alberga una galería multimedia sobre Unicornio alado.

### Artículos relacionados
- Caballo alado
- Unicornio
- Pegaso